# Masalia lancea
Masalia lancea är en fjärilsart som beskrevs av Emilio Berio 1953. Masalia lancea ingår i släktet Masalia och familjen nattflyn. Inga underarter finns listade i Catalogue of Life.